# Pieve dei Santi Maria e Gervasio (Marmoraia)
La pieve dei Santi Maria e Gervasio è un edificio sacro situato a Marmoraia, nel comune di Casole d'Elsa, in provincia di Siena.

## Storia
La prima testimonianza riguardo a questo edificio risale al 17 agosto 1047 quando, nel suo territorio, venne venduto un terreno. Nel XII secolo la pieve era l'edificio principale di un centro curtense sul quale avevano diritti feudali gli abati della badia a Isola. La pieve era compresa nella diocesi di Siena ed al vescovo senese Bono venne confermata da papa Clemente III il 20 aprile 1189; nella pieve di Marmoraia, posta al confine con la diocesi di Volterra vennero stipulati dei patti tra la Repubblica di Siena ed il vescovo volterrano nel settembre 1181.
Se il centro curtense di Marmoraia era una dipendenza della badia a Isola, fatto confermato anche da due atti del XIII secolo, la pieve era invece completamente indipendente: il 7 maggio 1129 sorse una contesa tra il pievano di Marmoraia Buonsignore e l'abate di Isola per quanto riguardava il possesso dall'eremo di Montemaggio. Dai documenti sopravvissuti appare chiaro che il pievano si considerava pari grado all'abate. La contrapposizione tra i due si concluse con sentenza del 7 febbraio 1234 con la quale si stabilì che l'eremo spettava alla badia a Isola.
La pieve di Marmoraia aveva sette chiese suffraganee che però, a causa della scarsa produttività della zona, fornivano un magro reddito. Nonostante questo nel periodo compreso tra la fine del XIII e l'inizio del XIV secolo la pieve venne restaurata secondo il gusto dell'epoca.
Il castello di Marmoraia venne distrutto il 19 maggio 1554 durante la Guerra di Siena dall'esercito spagnolo e, forse, in quell'occasione anche la chiesa venne danneggiata. Nel 1592, con la costituzione della nuova diocesi di Colle Val d'Elsa alla quale venne annesso, il suo piviere fu smembrato ma ne questo avvenimento ne la continua diminuzione di popolazione portarono ad effettuare modifiche all'edificio che è giunto inalterato fino ai giorni nostri.

## Descrizione

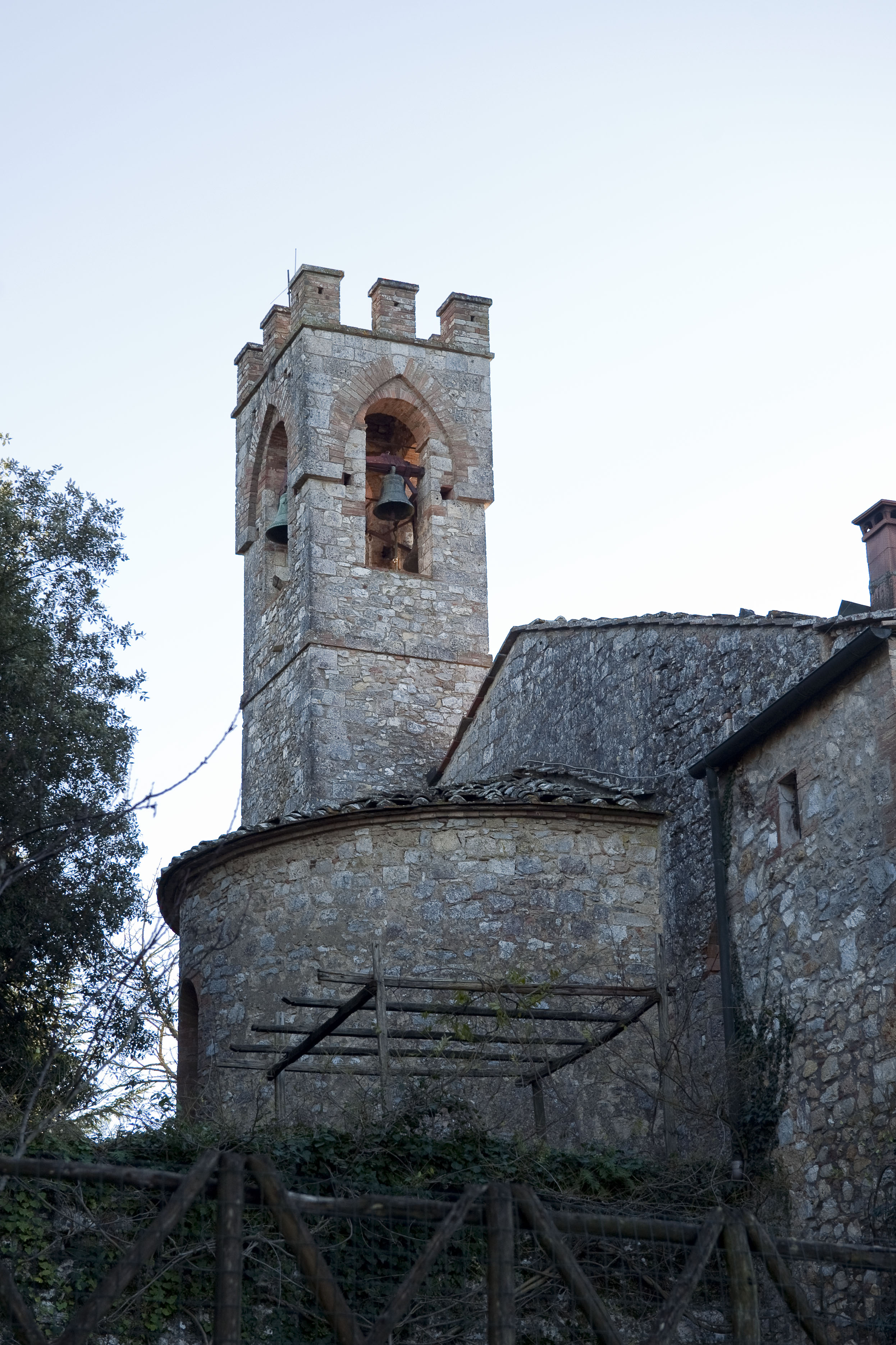
Abside

La chiesa è una basilica a tre navate conclusa con un'abside semicircolare.

### Esterno
Dall'esterno la chiesa si presenta come un compatto volume che non mostra la divisione spaziale dell'interno. Il paramento murario è in calcare massiccio.
La facciata in origine era a salienti ed in essa sono visibili i segni di vari interventi di restauro effettuati nel corso del tempo. Anteriormente alla prima metà del XIII secolo il semplice portale architravato, le due monofore ad arco crescente e il paramento murario ad esse circostante venne ridefinito come si evince dalla maggiore cura nella realizzazione rispetto ad altre parti più antiche. In un'epoca successiva le navate laterali vennero sopraelevate fino a raggiungere lo spiovente dalla navata centrale. In un'occasione di un ennesimo intervento sulla facciata vennero aperte le due ampie monofore archiacute poste in corrispondenza delle navate minori.
Il fianco meridionale non mostra nessuna apertura perché, probabilmente, l'interno della chiesa prendeva luce da un cleristorio in seguito distrutto. L'unico elemento architettonico qui presente è un portale architravato oggi tamponato.
La tribuna è dominata dal volume del catino absidale. Per la curvatura falcata, per il paramento murario a sasso scapezzato e per la presenza di una monofora in cotto, l'abside è da considerarsi frutto di ricostruzione. In prossimità dello spigolo destro della facciata si trovava la torre campanaria, oggi distrutta, della quale rimangono le fondazioni realizzate su un affioramento di calcare.

### Interno
All'interno la chiesa è divisa in tre navate di quattro campate ciascuna poggianti su altrettanti pilastri rettangolari e su contrafforti alle pareti; i pilastri appartengono alla primitiva fase di costruzione dell'edificio e quindi alla prima metà del XII secolo. La copertura è a capriate lignee ma, nelle navate laterali, non sono visibili perché nascoste da volte posticce.
Nel transetto a destra dell'altare maggiore è murata una lapide il cui testo, in un latino medievale, sembra descriva un delitto:
Tertius annus erat, cum Cornu Chrismate pleno

Bonfilius praesul, temeraria quam violavit

Hanc manus Ecclesiam, sacra dando purificavit.

Bondominus Plebanus erat, qui tempus amarum

Hic celebri sumptu, sed absilitatis amicum

Fasus avaritiae foedus reprobavit iniquum.

Si, Lector, quaeris, quid commoditatis habetur;

Criminis huc veniat si quis, qui mole gravetur,

Dico tibi, sic est, a Summo Praesule rerum

Quadraginta tibi laxatur poena dierum,

Atque pari studio venientes conciliantur,

Quae venalia sunt septena parte levantur.»

## Piviere di Marmoraia

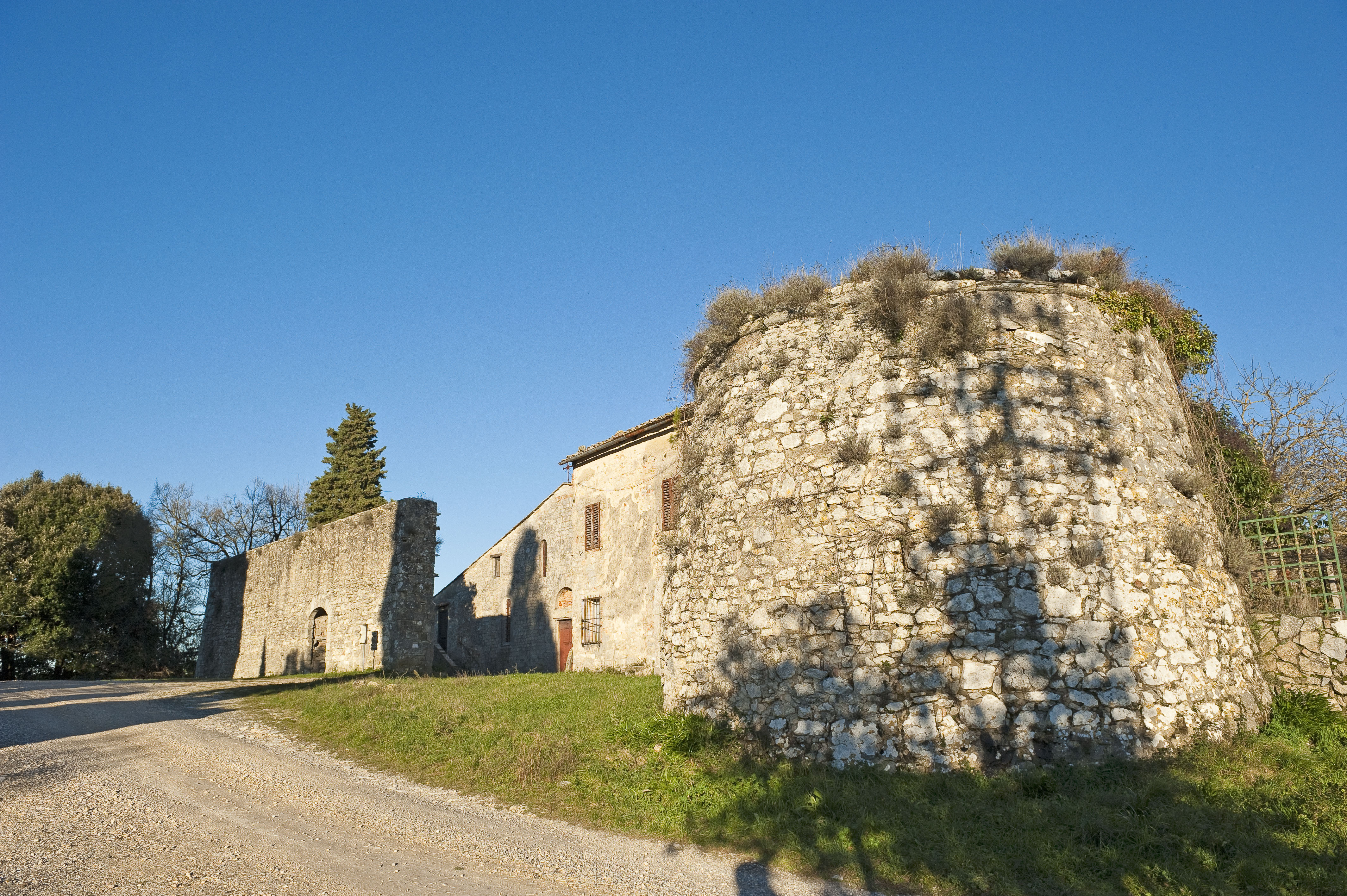
Resti delle fortificazioni di Marmoraia

- canonica di Santa Maria a Stomennano;
- chiesa di Santa Maria a Cerbaia;
- chiesa di San Lorenzo a Colle Ciupi;
- chiesa di San Michele a Fungaia
- chiesa di Santa Maria a Monteriggioni (elevata a pieve nel 1296);
- chiesa di San Giovanni a Stecchi;
- chiesa di Santa Maria a Stecchi;

## Bibliografia

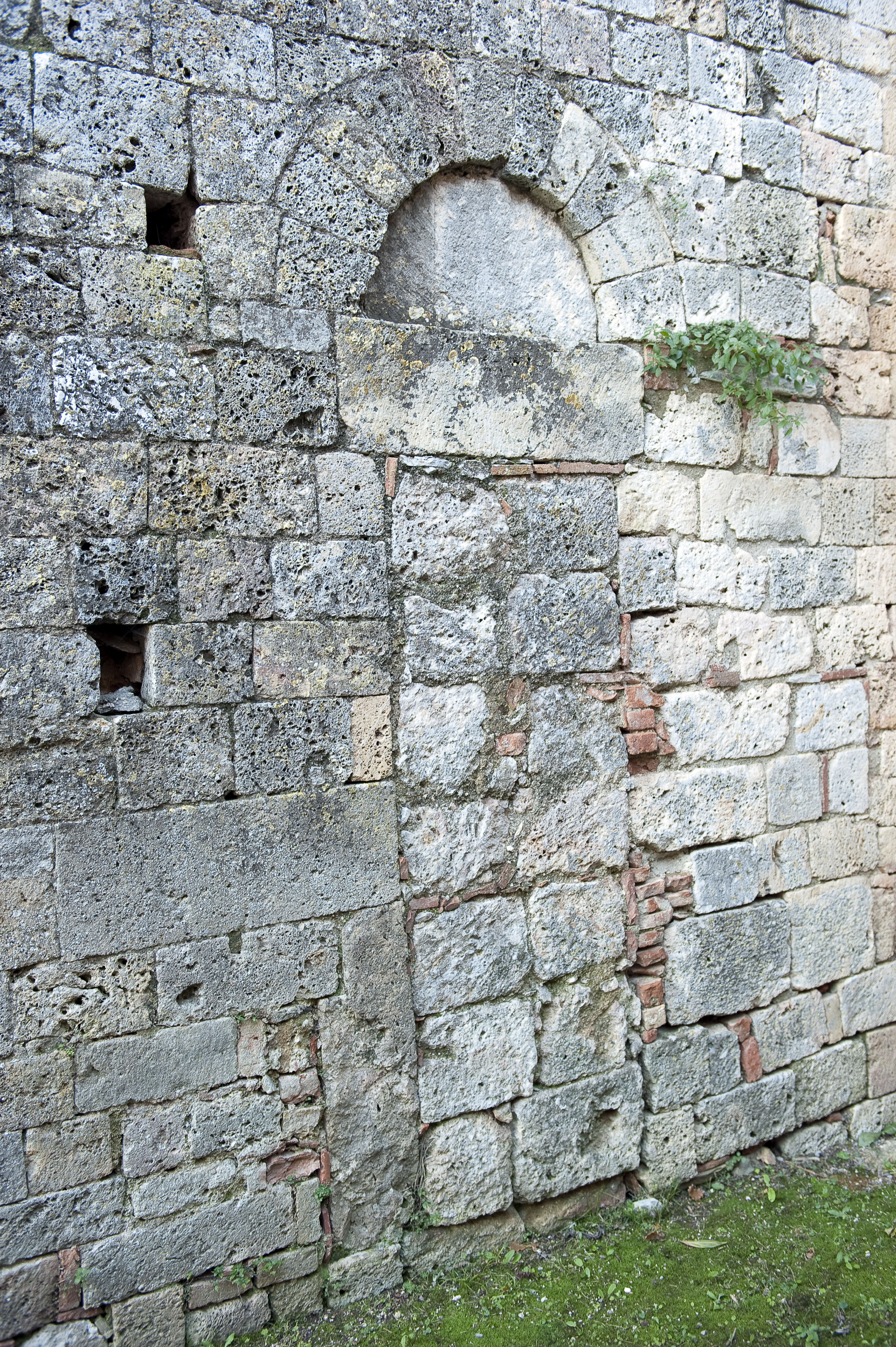
Portale laterale